# 前鎮車場
22°36′31″N 120°19′33″E / 22.60850°N 120.3259°E
前鎮車場位於高雄市前鎮區，為臺灣鐵路管理局高雄臨港線的調車場；亦為臺鐵第二臨港線的起點站。車場兩側為凱旋三路與瑞西街。前鎮車場是臺灣十大建設中西部鐵路電氣化之終點，在2011年電車線拆除之前，也一直保有臺灣鐵路電氣化之最南端（以緯度計）的地位。前鎮車場僅辦理貨運業務，原為高雄港站所轄之調車場，高雄港站裁撤後，前鎮車場業務全數移至高雄車站管理。

## 車站構造
- 前鎮車場軌道配置圖（環狀輕軌施工前）：

## 利用狀況
前鎮車場原為高雄臨港線的四處車場之一（另三處為中島車場、苓雅寮車場與草衙車場）。為了配合高雄臨港線沿線土地的重新利用計畫，原本於高雄港站到發的貨運列車的改至前鎮車場到發。高雄港站裁撤後，前鎮車場業務已經移至高雄車站管理。
車場大部分用地已改建為高雄捷運環狀輕軌的主機廠前鎮機廠，2013年6月起動工。前鎮車場僅留三股軌道，以供進出高雄機廠的鐵路車輛調車。因此這裡也算是前鎮機廠的前身。
2018年9月28日，在末班7214次員工專車駛出後，前鎮車場正式停用。

## 歷史

高雄車站附近軌道示意圖
未列出臨港線支線、未依實際距離繪製

- 1967年3月1日：前鎮車場設立，當時為木造建築。
- 1973年：改建為加強磚造建築。
- 1975年：高雄機廠從鹽埕區搬遷至前鎮車場北側現址。
- 1979年7月1日：西部幹線鐵路電氣化工程全部竣工，前鎮車場為西部鐵路電氣化終點。
- 2005年10月20日：貨運列車改於前鎮車場到發。
- 2008年12月16日：高雄港站裁撤，12月31日辦理交接[1]，原為高雄港站所屬之前鎮車場業務移至高雄車站管理。
- 2011年4月24日：第一臨港線憲政路平交道至前鎮車場電車線陸續拆除。
- 2011年7月12日：以前鎮車場為起點的第二臨港線正式裁撤。
- 2013年6月4日：高雄捷運環狀輕軌於前鎮車場內正式動工。
- 2014年8月1日：凌晨發生丙烯氣爆事故，導致三多路平交道部分路軌隆起位移，警報號誌及圍籬傾倒，第一臨港線停駛，車輛無法進出前鎮車場。
- 2014年8月21日：高雄機廠、前鎮車場調車作業於本日上午9時32分正式運轉調車。
- 2014年8月25日：第一臨港線封閉超過三星期後，本日由S210柴電機車進行高雄＝前鎮車場來回試運轉兩次，結果順利。
- 2014年8月26日：第一臨港線正式復駛。本日R24及R67柴電機車重連運轉經第一臨港線至前鎮車場，分別將高雄機廠的車輛拉出到高雄檢車段。已有PP自強號客車15輛拖出機廠，將加入中秋節輸運行列。
- 2018年9月28日：發出東臨港線末班7214次員工專車後停用。
- 2018年9月29日：路線停駛，將現存三股軌道改建為高雄捷運環狀輕軌第二階段主線，並設立輕軌機廠站（已於2021年1月12日啟用）。

## 車站週邊
- 台鐵高雄機廠
- 高雄捷運環狀輕軌前鎮機廠
- 高雄捷運環狀輕軌C37機廠站

## 圖片集

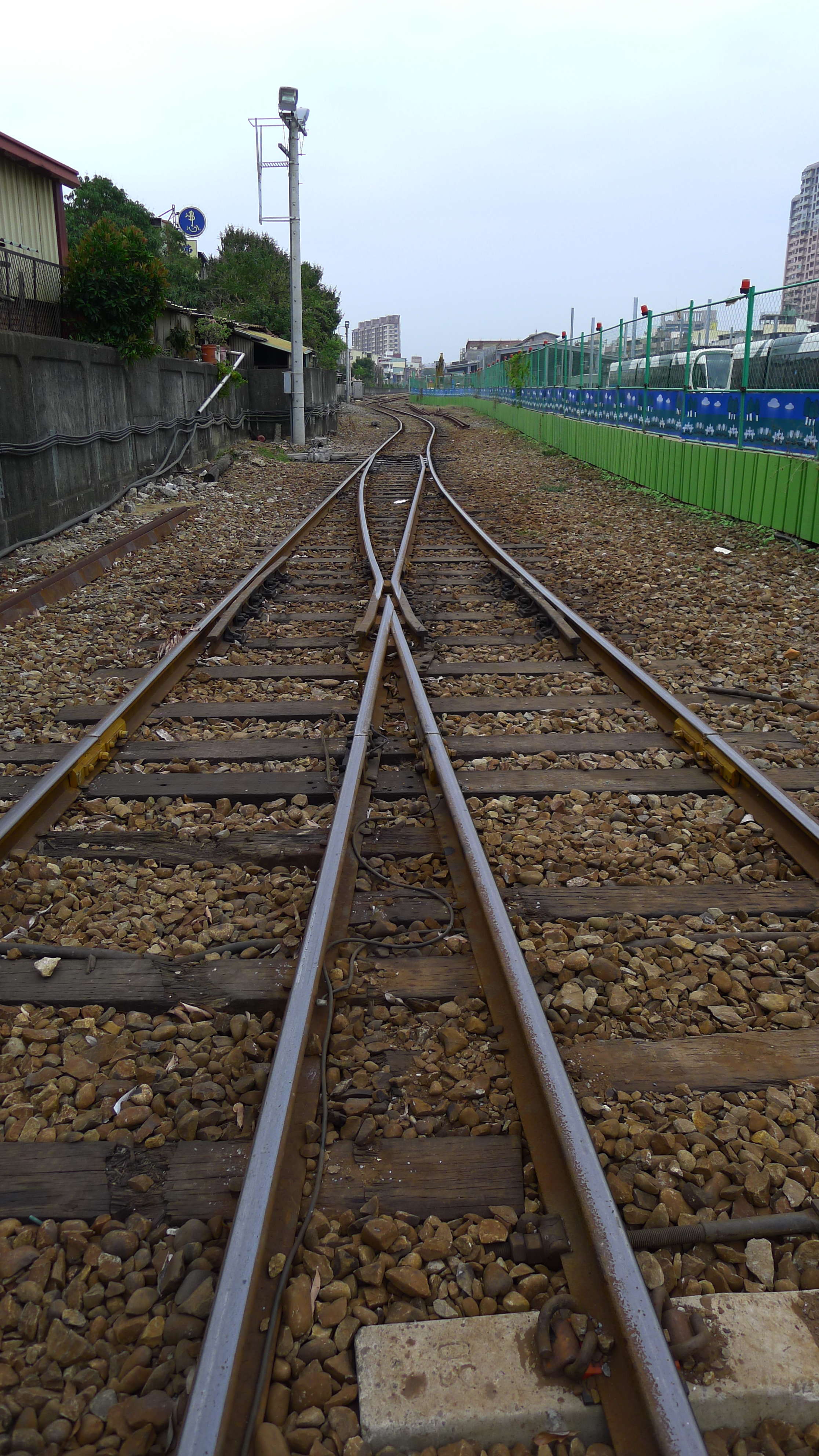
前鎮車場殘存軌道
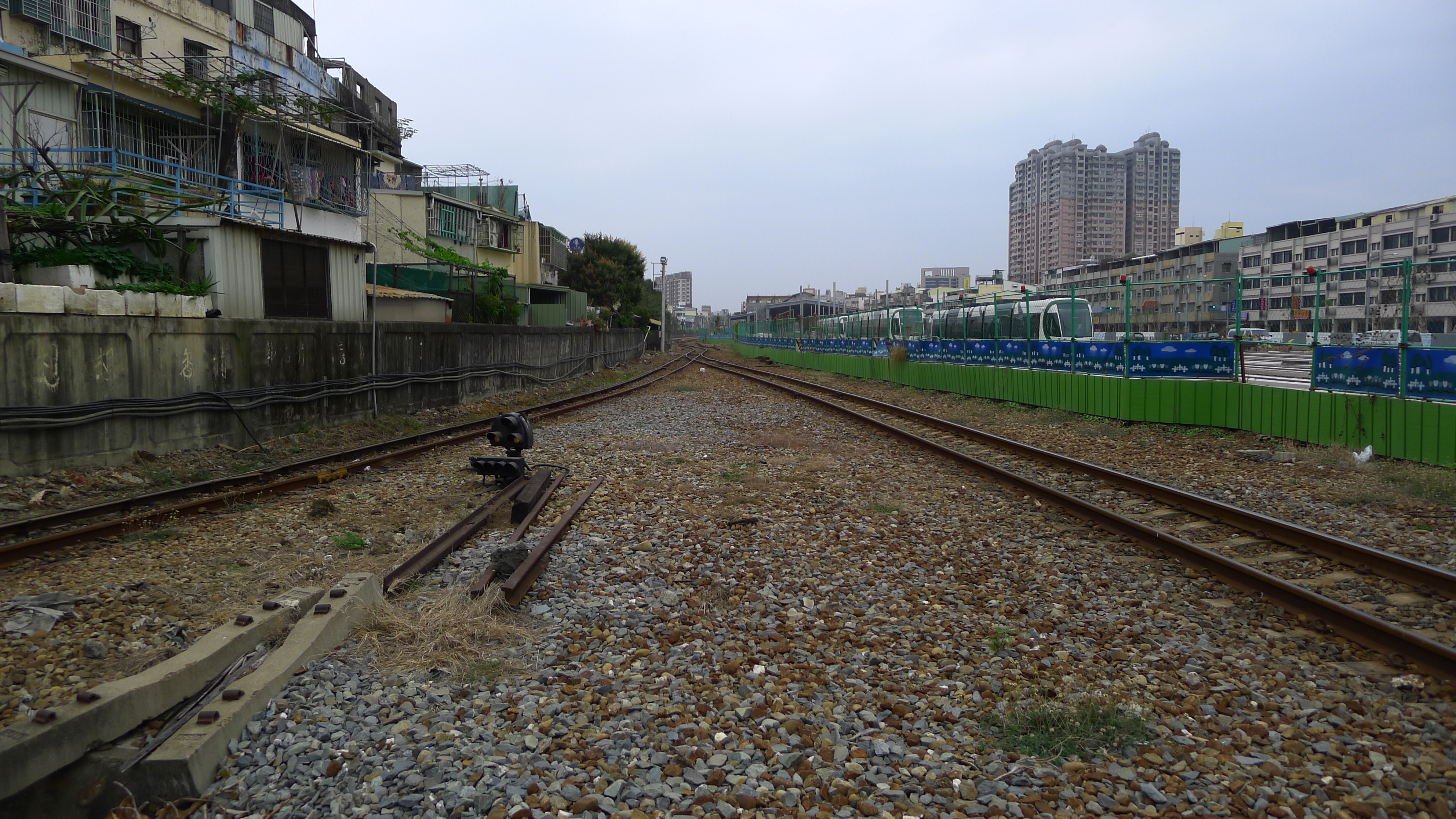
前鎮車場殘存軌道，旁邊可見高雄捷運環狀輕軌之輕軌電聯車與興建中之前鎮機廠
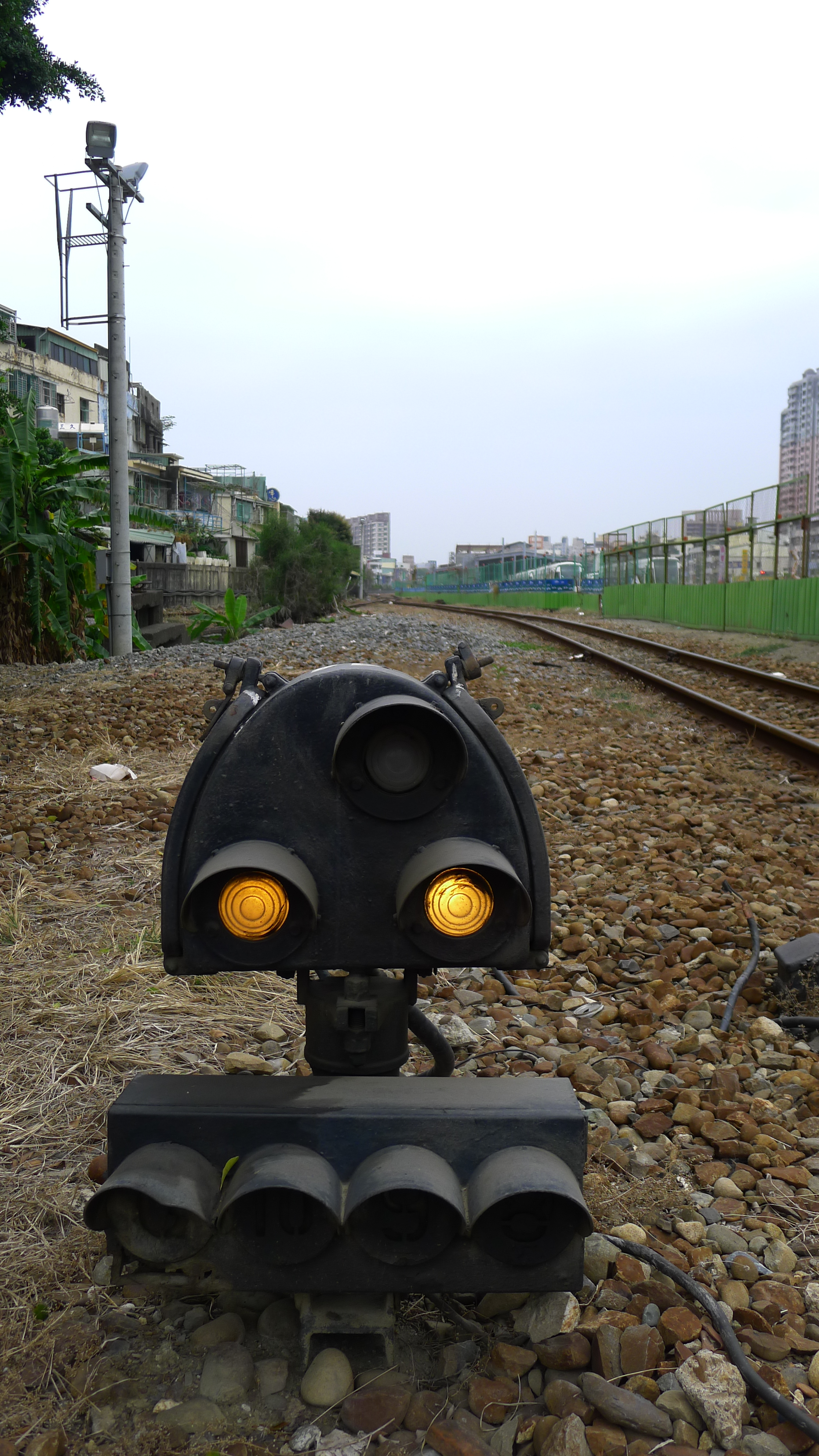
車場內的調車號誌機
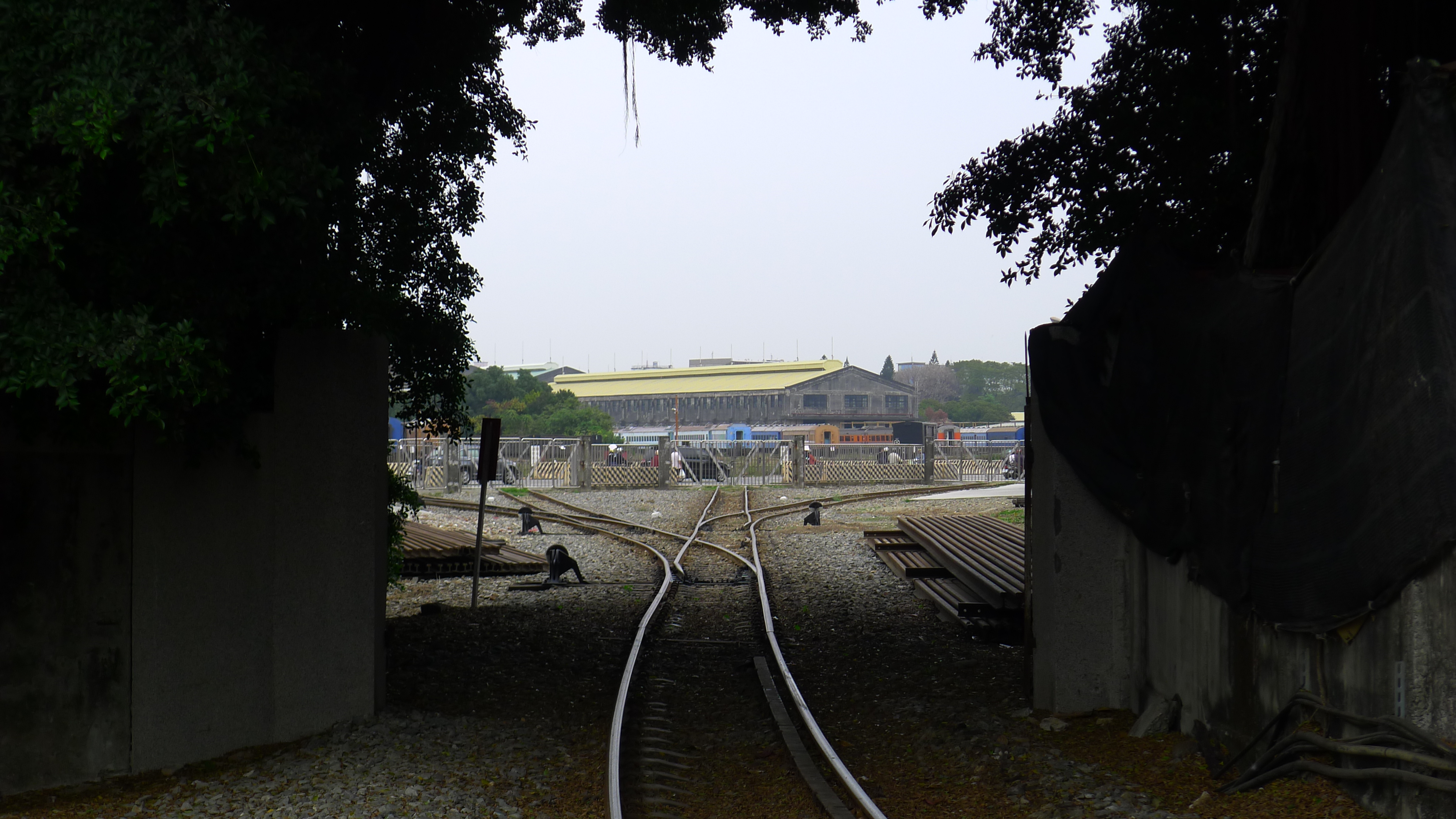
前鎮車場往高雄機廠軌道

## 備注
1. ↑  .   [2012-12-02]. （原始内容存档于2015-09-24）.

## 鄰近車站
- 廢止營運模式

## 外部連結
- YouTube上的台鐵 前鎮車場-高雄機廠 來回路程景
- YouTube上的台鐵 高雄車站-前鎮車場 路程景